# Крайніч
Крайніч (рум. Crainici) — село у повіті Мехедінць в Румунії. Входить до складу комуни Бала.
Село розташоване на відстані 260 км на захід від Бухареста, 34 км на північний схід від Дробета-Турну-Северина, 98 км на північний захід від Крайови.

## Населення
За даними перепису населення 2002 року у селі проживали 444 особи, усі — румуни. Усі жителі села рідною мовою назвали румунську.